# Список керівників держав 295 року
Список керівників держав 295 року — це перелік правителів країн світу 295 року.
Список керівників держав 294 року — 295 рік — Список керівників держав 296 року — Список керівників держав за роками

## Європа
- Боспорська держава — цар Фофорс (285/286-308/309)
- Думнонія — Карадок (290-305)
- Ірландія — верховний король Фіаха Срайбтіне (285-322)
- Римська імперія
  - Схід — імператор Діоклетіан (284-305; Август); Галерій (293-305; Цезар)
  - Захід Максиміан (286-305; Август); Констанцій I Хлор (293-305; Цезар)
    - узурпатор у Британії та північній Галлії Аллект (293-296)

## Азія
- Близький Схід
- Гассаніди — Аль-Харіт I ібн Талабах (287-307)
- Диньяваді (династія Сур'я) — раджа Патипат (245-298)
- Іберійське царство — цар Міріан III (284-361)
- Індія
  - Царство Вакатаків — імператор Праварасена I (270-330)
  - Імперія Гуптів — магараджа Гхатоткача (280-319)
  - Західні Кшатрапи — махакшатрап Бхартрдаман (282-295); Вісвасена (293/295-304)
  - Кушанська імперія — Васудева II (275-300)
  - Держава Чера — цар Іламкадунго (287-317)
- Китай
  - Династія Цзінь — Сима Чжун (290-307)
- Корея
  - Кая (племінний союз) — ван Коджіль (291-346)
  - Когурьо — тхеван (король) Понсан (292-300)
  - Пекче — король Чхеккє (286-298)
  - Сілла — ісагим (король) Юрє (284-298)
- Паган — король Хті Мін Ін (242-299)
- Персія
  - Бактрія і Гандхара — кушаншах Гормізд I (265-295)
  - Держава Сасанідів — шахіншах Нарсе (293-302)
- Ліньї — Фам Дат (284—336)
- Сипау (Онг Паун) — Со Вай Па (257-309)
- плем'я табгачів — вождь Тоба Фу (293-294); Тоба Лугуань (294-307)
- Японія — імператор Одзін (270-310)

## Африка
- Царство Куш — цар Ієбехеамані (286-306)
  - Африка — Кассій Діон (294-295); Тіт Флавій Постумій Тітіан (295-296)